# NGC 1409
NGC 1409 est une galaxie spirale située dans la constellation du Taureau. NGC 1409 a été découverte par l'astronome germano-britannique William Herschel en 1785.

## Caractéristiques
Sa vitesse par rapport au fond diffus cosmologique est de 7 609 ± 41 km/s, ce qui correspond à une distance de Hubble de 112,2 ± 7,9 Mpc (∼366 millions d'al).
À ce jour, une mesure non basée sur le décalage vers le rouge (redshift) donne une distance d'environ 95,500 Mpc (∼311 millions d'al). Cette valeur est à l'extérieur des valeurs de la distance de Hubble, mais compatible avec celles-ci. Notons cependant que c'est avec la valeur moyenne des mesures indépendantes, lorsqu'elles existent, que la base de données NASA/IPAC calcule le diamètre d'une galaxie et qu'en conséquence le diamètre de NGC 1409 pourrait être d'environ 35,0 kpc (∼114 000 al) si on utilisait la distance de Hubble pour le calculer.
NGC 1409 est une galaxie active de type Seyfert 2.

## Interaction entre NGC 1409 et NGC 1410

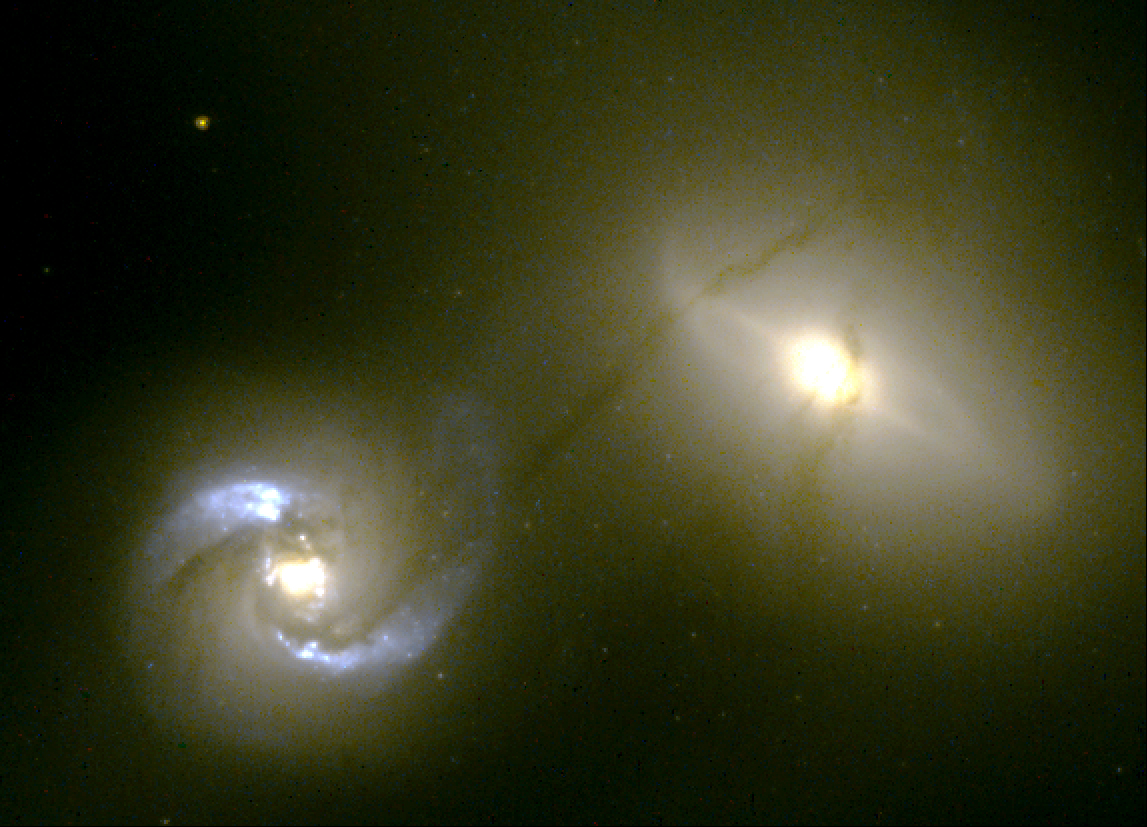
NGC 1409 (à droite) et NGC 1410 deux galaxies en interaction gravitationnelle (télescope spatial Hubble).

La photographie en lumière visible prise par le télescope spatial Hubble montre un pipeline de gaz et de poussière entre les galaxies NGC 1409 et NGC 1410. Ce pipeline part de NGC 1410 et ceinture NGC 1409 selon un enroulement polaire. Ces deux galaxies sont entrées en collision il y a environ 100 millions d'années. Ce pipeline est la bande sombre que l'on voit sur l'image. Il s'étend sur plus de 20 000 années-lumière dans l'espace intergalactique. Ce pipeline contient une masse de poussière équivalente à deux-millions de masses solaires ce qui implique une masse de gaz d'environ 300 millions de masses solaires. Le taux de transfert de matière vers NGC 1409 à travers ce pipeline est d'environ une masse solaire par année. On pense que le bras de fer qui se joue entre les deux galaxies a créé le pipeline, mais on ne sait pas pourquoi la matière s'écoule de NGC 1410 vers NGC 1409. Curieusement, ce transfert n'a pas engendré de régions de formation d'étoiles dans la galaxie NGC 1409. Les scientifiques pensent que le gaz englouti par NGC 1409 est trop chaud pour qu'un effondrement gravitationnel s'y produise. Mais l'échange de matière entre les galaxies a cependant produit un sursauts de formation d'étoiles dans les bras de NGC 1410.